# 12-та кавалерійська дивізія (Російська імперія)
12 -я Кавалерійська дивізія - кавалерійське з'єднання у складі російської імператорської армії. Штаб дивізії: Проскурів. Входила в 12-й армійський корпус.

## Історія дивізії

### Формування
- 1875–1918 — 12-я кавалерійська дивізія

## Склад дивізії
- 1-а бригада (Проскурів)
  - 12-й драгунський Стародубовський полк
  - 12-й уланський Білгородський Імператора Австрійського Короля Угорського Франца Йосифа I полк
- 2-а бригада (Проскурів)
  - 12-й гусарський Охтирський генерала Дениса Давидова, Є. І. В. Великої Княгині Ольги Олександрівни полк
  - 3-й Уфімської-Самарський Оренбурзький козачий полк
- 2-й Донський козачий дивізіон (Проскурів)